# 官布
官布（1928年—2013年2月24日），全名官布扎布，男，蒙古族，内蒙古自治区通辽市人，中国画家，曾任中国美术家协会理事。